# Zirnitra
Zirnitra désigne dans la mythologie slave une facette des divinités opposée au Razi (conseillers). Elle peut se traduire en "enchanteur" ou "habilité à la magie". 